# Saint-Clément, Allier
Saint-Clément är en kommun i departementet Allier i regionen Auvergne-Rhône-Alpes i de centrala delarna av Frankrike. Kommunen ligger  i kantonen Le Mayet-de-Montagne som ligger i arrondissementet Vichy. År 2022 hade Saint-Clément 284 invånare.

## Befolkningsutveckling
Antalet invånare i kommunen Saint-Clément
Referens: INSEE